# IATA-lufthavnskode
IATA-lufthavnskoden er en kode bestående af tre bogstaver der tildeles enhver lufthavn i verden med rutetrafik. Disse koder kan bl.a. ses på de mærker ("tags") der klistres på bagagen når den afleveres ved check-in-skranken.
Storbyområder med mere end en lufthavn tildeles ofte en overordnet IATA-kode, f.eks. dækker NYC over alle lufthavne med rutetrafik i New York området. 
Normalt er koden valgt ud fra en forkortelse af by eller lufthavnsnavnet, og ændres ikke selv om byen skifter navn, f.eks. betegner PEK fortsat Beijing og GOH er Nuuk/Grønland. Systemet blev startet i USA og Canada, og i USA tog man udgangspunkt i eksisterende vejrstationer som typisk fysisk var placeret i nærheden af lufthavnene. Disse vejrstationer havde to bogstavs forkortelser og man tilføjede så et passende bogstav, X hvis det ikke var nogen, dermed blev f.eks. Los Angeles til LAX. De canadiske lufthavne starter oftest med Y--, fordi man tog to-bogstavs forkortelser fra de canadiske vejrstationer og tilføjede et Y (for "yes"), hvis det var en vejrstation ved lufthavnen, og for at ikke have den samme kode som lufthavne fra USA. Lufthavne i andre lande fik koder af IATA senere.
Hyppigt fly-rejsende lærer ofte disse koder udenad, da bestilling af flybilletter er nemmere hvis IATA-koden kan oplyses til rejsebureauet.

## Ekstern henvisning
- En artikel som fortæller baggrunden for koderne (på engelsk) Arkiveret 7. februar 2009 hos  Wayback Machine
- Database with extended seach functionality and many airport links (på engelsk) Arkiveret 15. marts 2007 hos  Wayback Machine